# Codice catastale
Con codice catastale si indica un codice utilizzato dall'amministrazione italiana per identificare un comune italiano o uno Stato estero. Esistono però due diversi tipi di codice che sono utilizzati a fini catastali, il codice nazionale e il codice catastale.

## Codice nazionale
Il codice nazionale è indicato anche come codice Belfiore o codice amministrativo catastale o codice catastale. È un codice identificativo univoco assegnato a ogni comune italiano e Stato estero. L'assegnazione in passato era effettuata dalla Direzione generale del catasto e dei servizi tecnici erariali del Ministero delle finanze che provvedeva alla loro pubblicazione; attualmente è invece assegnato dall'Agenzia delle entrate.
È composto da un carattere alfabetico seguito da tre caratteri numerici (ad esempio per Roma è H501, mentre per Milano è F205). Il codice non è parlante, ma è specificato che la lettera Z iniziale è riservata agli Stati esteri (utilizzabili da Z001 a Z997; Z000 è utilizzato per indicare l'Italia nei moduli in cui il campo codice catastale del comune sia separato da e non equipollente al campo codice catastale della nazione, mentre i codici Z998 e Z999 indicano rispettivamente nazione sconosciuta e apolidia).
Inizialmente il codice fu attribuito in ordine alfabetico a tutti i comuni (anche se già soppressi o precedenti all'annessione all'Italia) utilizzando i codici da A001 Abano Terme a M206 Zuri (comune soppresso nel 1927). Successivamente il codice fu assegnato in ordine cronologico: M207 a Lariano, costituito dal 15 ottobre 1967; M208 a Lamezia Terme, costituito dal 28 novembre 1968.
Il codice nazionale è inserito nel codice fiscale delle persone fisiche residenti in Italia per indicare il comune o lo Stato estero di nascita; nel codice fiscale, composto da 16 caratteri alfanumerici, il codice nazionale occupa le posizioni da 12 a 15, appena prima del carattere finale di controllo.

## Codice catastale
Il codice catastale effettivo è utilizzato per identificare i comuni italiani (non sono perciò considerati gli stati esteri).
Questo codice è composto da quattro caratteri:
- un carattere alfabetico e uno numerico, che identificano la provincia in cui era posto il comune all'epoca della creazione del codice
- due caratteri alfabetici che identificano il comune, con la sequenza AA che identifica il capoluogo di provincia (non per le nuove province)

Ad esempio per Roma il codice è M1AA e per Milano C1AA. Poiché il codice non viene modificato in caso di cambio di provincia, i comuni dell'attuale provincia di Biella (creata nel 1992) hanno identificativo che inizia con A6 relativo alla provincia originaria di Vercelli.
Per i comuni divisi in più sezioni censuarie, una quinta lettera indica la sezione. Ad esempio il comune di Pavia ha codice C7AA, ma sono presenti sezioni censuarie da A a G.